# Parafia Wniebowzięcia Najświętszej Maryi Panny w Wojcieszowie
Parafia pw. Wniebowzięcia Najświętszej Maryi Panny w Wojcieszowie – parafia rzymskokatolicka w dekanacie Jelenia Góra Wschód (do 2022 w dekanacie świerzawskim), w diecezji legnickiej. Jej proboszczem jest ks. Piotr Sikorski. Kościół parafialny wczesnogotycki wybudowany w XIV wieku. Mieści się przy ulicy Bolesława Chrobrego.

## Zasięg parafii
- Ulice w Wojcieszowie: Bolesława Chrobrego (nr 132–257), Gminna, Kolejowa, Mostowa, Nadrzeczna, Sadowa, Targowa.
- Miejscowości: Podgórki.

Miejsca kultu
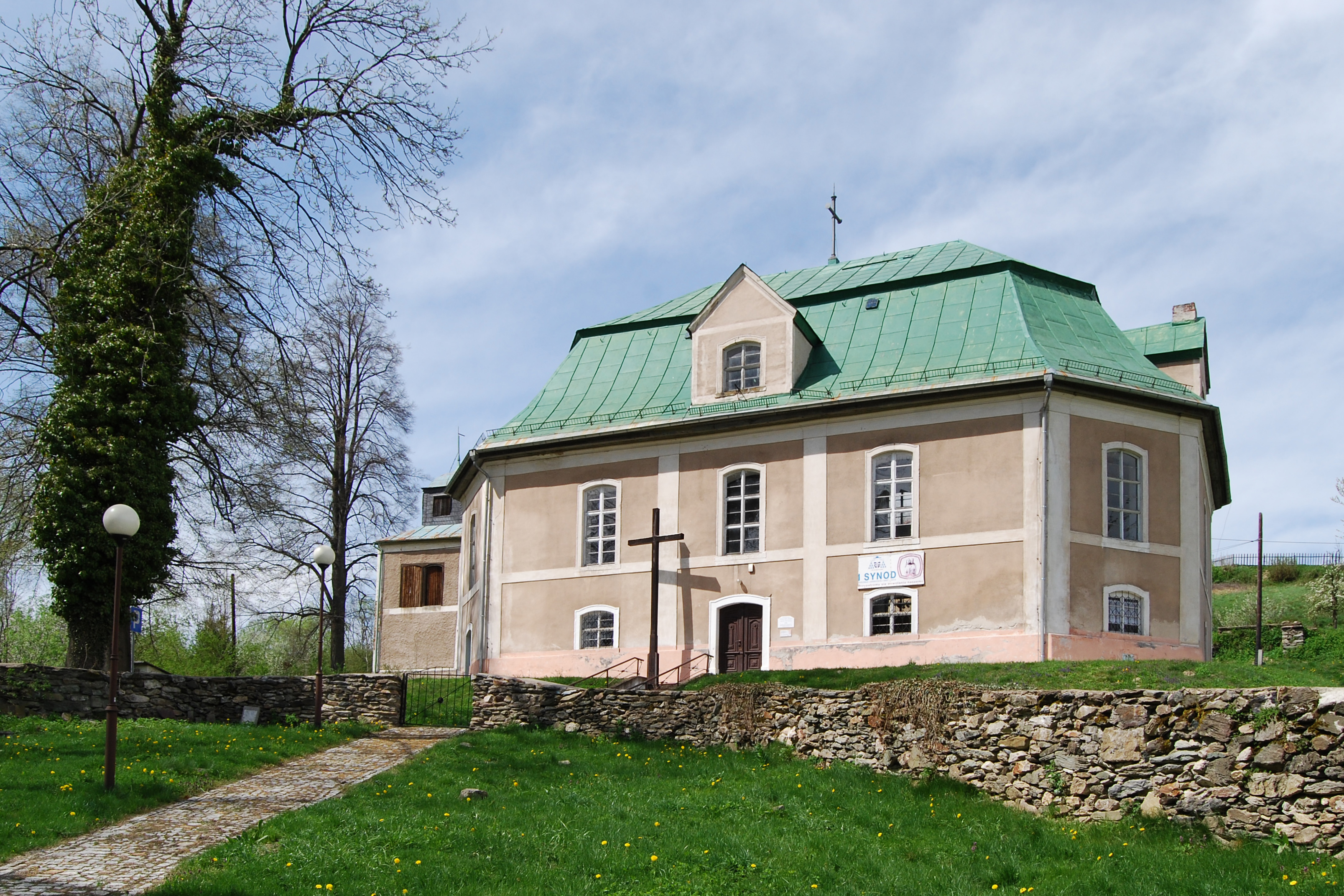
Kościół filialny św. Józefa w Podgórkach
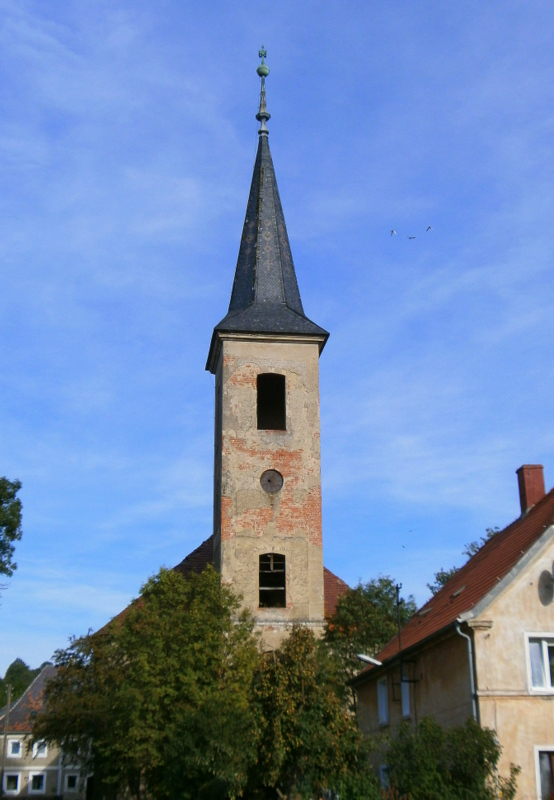
Kościół pomocniczy bł. Piotra Jerzego Frassati w Wojcieszowie
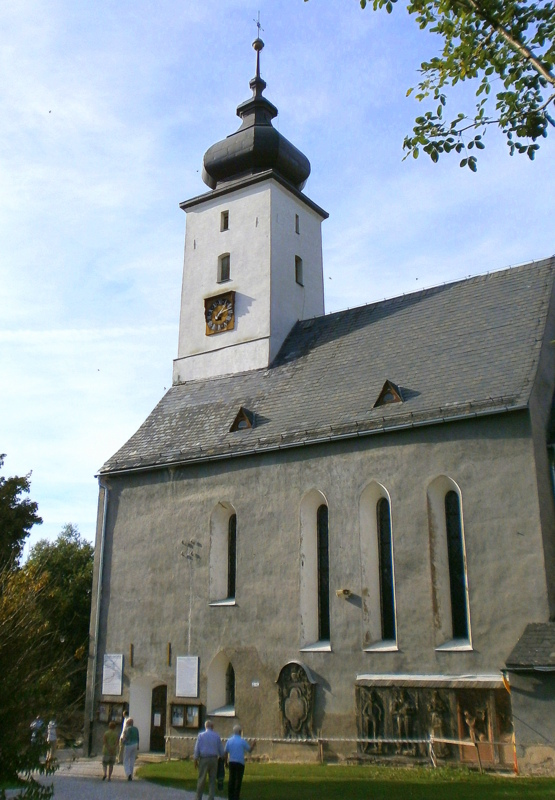
Kościół parafialny Wniebowzięcia NMP w Wojcieszowie